# Cervezas San Miguel
San Miguel, Fábricas de Cerveza, S.L.U. (comercialmente, Cervezas San Miguel) es una empresa cervecera española con sede en Málaga, España.
Se constituyó en Cervera en 1946 como La Segarra S.A, tras un acuerdo firmado con la empresa de Filipinas Corporación San Miguel para usar su nombre, pero siendo dos empresas totalmente independientes. La Corporación San Miguel había sido creada por una comunidad de frailes Agustinos Recoletos en la isla de Cebú y trasladada en 1890 a Manila. En 1957 La Segarra se trasladó a Lérida y pasó a llamarse San Miguel, Fábricas de Cerveza y Malta, S.A.. Desde entonces las dos empresas se mantienen de forma independiente. 
San Miguel posee fábricas en Lérida, Burgos y Málaga, y forma parte del grupo empresarial Mahou-San Miguel. 

## Historia

### Antecedentes
En el año 1885, con la idea de abrir la primera fábrica cervecera en el sudeste asiático, un grupo de españoles, encabezado por Enrique María Barretto de Ycaza, comienza a producir cerveza en Manila, en el barrio de San Miguel, en ese momento capital española de las islas Filipinas. En 1890, concretamente el 29 de septiembre, se inaugura oficialmente la Fábrica de Cerveza San Miguel, la cual absorbe la producción iniciada cinco años antes, y comienza su exportación a otras regiones y países de la zona, llegando a destinos comerciales tan importantes como Guam, Shanghái y Hong Kong a principios del siglo XX. Tras la pérdida de Filipinas, en el contexto de la guerra Hispano-estadounidense de 1898, los propietarios de la cervecera trasladan su producción y su sede a España, donde permanece a día de hoy. Sin embargo, todavía en Filipinas -y países como Estados Unidos-, la cerveza San Miguel que se comercializa lo hace bajo sello filipino, y no español.

### Expansión de San Miguel
En febrero de 1946 se constituyó en Cervera la sociedad La Segarra S.A, con la sede en Lérida, con la finalidad de fabricar cerveza, aunque los trámites burocráticos hicieron que su puesta en marcha no tuviese lugar hasta 1953. En 1957 se firmó el Acuerdo de Manila con el presidente de San Miguel Corporation, Andrés Soriano, naciendo así la compañía"San Miguel, Fábricas de Cerveza y Malta, S.A.", independiente de la matriz filipina. Desde entonces ambas empresas han seguido caminos diferentes.
En 1966 Cervezas San Miguel abrió una segunda fábrica en Málaga, con la que consiguió un aumento importante de la producción. En octubre de 1969 (HEINEKEN) vende la Compañía hispano-holandesa de Cervezas (GULDER) y su fábrica situada en Burgos a San Miguel. Las tres fábricas tenían una capacidad de 1 600 000 hl, logrando una cuota del 7 % del mercado nacional. Gracias a la progresiva apertura de España y al trabajo del Departamento de Exportación de la compañía, los años setenta se caracterizaron por el aumento de las exportaciones tanto a Europa Occidental como a Europa Oriental y al Norte de África, llegando a bordear la cifra anual de 125 000 hl.
En 1994 la multinacional francesa Général Agro-Alimentaire de Participations (Danone) compró un 18 % de la sociedad. Danone ya disponía de una participación de la también española Mahou, lo que produjo un aprovechamiento de las sinergias con este grupo; en 1997 Danone aumenta su presencia al 82 %, cediendo un 30 % a Mahou.

### Grupo Mahou-San Miguel
En 2000 Danone comienza a deshacerse de todos los intereses relacionados con la cerveza, con lo que el grupo San Miguel se unió a Mahou creando el primer grupo cervecero de capital nacional. En 2005 termina este proceso constituyéndose formalmente la unión de las dos cerveceras como Grupo Mahou-San Miguel en manos de las familias Herraiz y Gervás. Más tarde el grupo absorbería también la compañía cervecera granadina Cervezas Alhambra.
En 2014 la compañía San Miguel Fábricas de Cerveza y Malta, S.A.U. se transforma en San Miguel Fábricas de Cervezas, S.L.U.
El 9 de octubre de 2017 la compañía anuncia el cambio de sede social a Málaga, donde posee una fábrica desde 1966..

## Cervezas
- San Miguel Especial [Premium Lager]
- San Miguel Magna [Golden Lager]
- San Miguel Selecta [Cerveza Extra]
- San Miguel Yakima Valley [American India Pale Ale - IPA]
- San Miguel Manila [India Pale Lager - IPL]
- San Miguel Radler [Clara. Con zumo natural de limón]
- San Miguel Magna Roja 0,0% [Cerveza roja tostada, sin alcohol]
- San Miguel Nostrum [Strong Lager, sustituida por Selecta]
- San Miguel 1516 [más exclusiva, según la ley de pureza alemana de 1516]
- San Miguel 0,0% [Sin alcohol]
- San Miguel 0,0% Manzana [Sin alcohol con zumo de manzana]
- San Miguel 0,0% Limón [Sin alcohol con zumo de limón]
- San Miguel Eco [ecológica]
- San Miguel Invierno [de Navidad, solo sale algunos años]
- San Miguel Fresca [Comercializada en Reino Unido hasta 2013 y en España a partir del mismo año]
- San Miguel 0,0% Naramango [Sin alcohol con zumo de naranja y mango]
- San Miguel 0,0% Melocotuva [Sin alcohol con zumo de melocotón y uva]
- San Miguel Gluten Free [Sin gluten]
- San Miguel Blu [Con aroma a vodka y un toque de limón]
- San Miguel Ice Beer [ya no existe]